# Tour de Flandes 1922
El Tour de Flandes 1922 és la 6a edició del Tour de Flandes. La cursa es disputà el 19 de març de 1922, amb inici i final a Gant i un recorregut de 253 quilòmetres.
El vencedor final fou el belga Léon Devos, que s'imposà en solitari a la meta de Gant. El francès Jean Brunier, fou segon a més de 7 minuts, mentre Francis Pélissier acabà tercer, a quasi mitja hora del vencedor.

## Classificació final
|    | Ciclista                | Equip              | Temps      |
| -- | ----------------------- | ------------------ | ---------- |
| 1  | Léon Devos (BEL)        |                    | 8h 55' 20" |
| 2  | Jean Brunier (FRA)      | J.B.Louvet-Soly    | + 7' 40"   |
| 3  | Francis Pélissier (FRA) | J.B.Louvet-Soly    | + 27' 43"  |
| 4  | Henri Pélissier (FRA)   | Automoto - Russell |            |
| 5  | Hilaire Hellebaut (BEL) |                    |            |
| 6  | Camille Leroy (BEL)     |                    |            |
| 7  | Edward Maes (BEL)       |                    |            |
| 8  | Laurent Seret (BEL)     |                    |            |
| 9  | Victor Standaert (BEL)  |                    |            |
| 10 | Edouard Thysman (BEL)   |                    |            |